# Badal (métro de Barcelone)
Pour les articles homonymes, voir Badal.
Badal est une station de la ligne 5 du métro de Barcelone.

## Histoire
La station ouvre au public le 3 novembre 1969, à l'occasion de l'entrée en service de la ligne V.